# Article 75-1 de la Constitution de la Cinquième République française
Article 75 Article 76
L'article 75-1 de la Constitution de la Cinquième République française introduit les langues régionales dans la Constitution. Il est créé par la révision constitutionnelle du 23 juillet 2008.

## Contenu de l'article
« Les langues régionales appartiennent au patrimoine de la France. »
— Article 75-1 de la Constitution du 4 octobre 1958

## Portée de l'article

### L'article 75-1 ne constitue pas un droit ou liberté opposable
Une décision du Conseil Constitutionnel de mai 2011 à la suite d'une question prioritaire de constitutionnalité déclare que cet article ne donne aucun droit ou liberté opposable par les particuliers et les collectivités. Cet article avait pourtant été mis en avant par de nombreux parlementaires de tout bord comme « un pas en avant important » (François Bayrou), le fait que « les langues régionales vont être reconnues » (Philippe Folliot) ou encore que « l'unité n'est pas l'uniformité » (Patrick Braouezec) .

### L'article 75-1 et la Charte des langues régionales
Le constitutionnaliste Guy Carcassonne considère que l'insertion de l'article 75-1 dans la Constitution pourrait constituer un fondement pour une ratification de la  Charte européenne des langues régionales ou minoritaires.
Le Conseil constitutionnel a en effet décidé le 15 juin 1999 que la Charte comportait des clauses contraires à la Constitution, notamment parce que l'article 2 de cette dernière dispose que « la langue de la République est le français ». En juillet 2008, la ministre de la justice Rachida Dati affirme que cette ratification n'est pas à l'ordre du jour.